# 大垣市守屋多々志美術館
大垣市守屋多々志美術館（おおがきしもりやただしびじゅつかん）は、岐阜県大垣市にある大垣市立の美術館。

## 概要
- 大垣市出身の日本画家、守屋多々志（大垣市名誉市民、文化勲章受賞者）の作品展示の美術館として、2001年（平成13年）7月28日開館する[2][1]。
- 建物は大垣共立銀行郭町ビルであり、大垣市が大垣共立銀行から無償で借り受けている。
  - 1927年（昭和2年）に大垣貯蓄銀行（1943年に大垣共立銀行と合併）の本店及びデパートとして建設された建物[3]。後に丸物の大垣支店や名鉄グループの商業施設として使用された。
- 収蔵されている作品・資料は約3,500点[1]。殆どは守屋多々志、守屋家が大垣市に寄贈・寄託したものである[2]。
- 約2ヶ月に1回入れ替え展示で特別展、企画展が行われており、常設展示は無い[2]。

## 主な収蔵作品
- 「継信忠信」（本画）　院展出品
- 「ふるさとの家（朝餉・午睡・残照・宵宮）」（本画）　院展出品
- 「アンジェリコの窓」（本画）　院展出品
- 「ウィーンに六段の調べ（ブラームスと戸田伯爵極子夫人」（本画）　院展出品
- 「住吉燈台（夏祭）」（本画）
- 「縞物の娘」（本画・下図）
- 「大垣城普請」（スケッチ）
- 「養老の滝」（スケッチ）

## 所在地
- 岐阜県大垣市郭町2丁目12番地

## 利用情報
- 開館時間　9:00〜17:00
- 休館日　火曜日（火曜が祝日の場合はその翌日）　年末年始（12月29日～1月3日）　展示物入れ替えのため、およそ2ヶ月おきに2～4週間程度休館がある。
- 入場料　大人　300円　（中学生以下無料）　大垣城・奥の細道むすびの地記念館・大垣市郷土館との共通券もある。

## 交通アクセス
- 大垣駅下車。南口から徒歩10分。
- 名阪近鉄バス「郭町」バス停下車、徒歩2分。